# Republiek Natalia
De republiek Natalia was een onafhankelijk land in het tegenwoordige KwaZoeloe-Natal, Zuid-Afrika van 1839 tot 1843 dat geregeerd werd door Nederlandstalige Boeren. Het was een van de eerste pogingen van de Voortrekkers om een Boerenstaat te stichten.

## Geschiedenis

### Voorgeschiedenis
Het gebied van Natal werd al eeuwen bevolkt door inheemse Bantoevolken. Met Kerstmis 1497 werd de oostkust van Zuid-Afrika door Vasco da Gama Natal genoemd, naar het Portugese woord voor Kerstmis. In 1824 werd hier de Britse havenstad Port Natal gesticht, later in 1835 omgedoopt tot Durban.

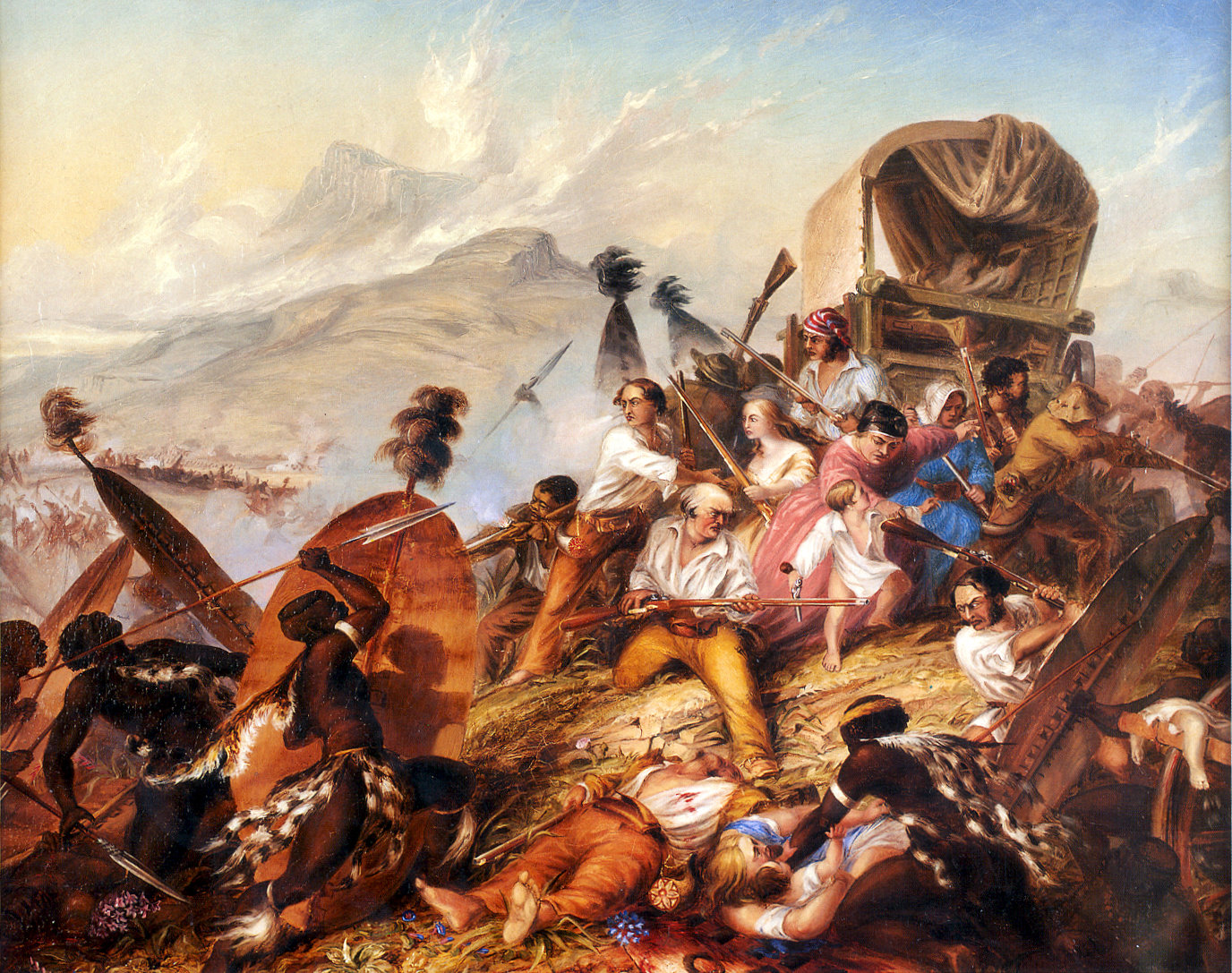
Zoeloes bestormen het laager van de Voortrekkers bij Bloukrans

### Stichting
Tijdens de Grote Trek in de jaren 30 van de 19e eeuw verlieten ontevreden Afrikaner boeren de Britse Kaapkolonie om een eigen land te stichten. Er was onenigheid onder deze Voortrekkers waar ze zich zouden moeten vestigen: Andries Hendrik Potgieter gaf de voorkeur aan Transoranje en Transvaal in het noorden terwijl Piet Retief voor Natal in het oosten koos.
De meest dominante bevolkingsgroep in de buurt van Natal waren de Zoeloes, toentertijd onder leiding van koning Dingane. Piet Retief onderhandelde in februari 1838 met Dingane over land, maar Dingane liet Retief en zijn afgezanten spontaan executeren en een groot deel van zijn volgelingen in de nacht vermoorden bij Bloukrans. Hierop werden de Zoeloes op 16 december 1838 vernietigend verslagen in de Slag bij Bloedrivier, onder leiding van Andries Pretorius. Op 12 oktober 1839 werd de republiek Natalia uitgeroepen met als hoofdstad Pietermaritzburg, vernoemd naar Retief en Voortrekker Gerrit Maritz.
In 1840 steunden de Voortrekkers een staatsgreep waarbij Dingane verslagen werd door zijn halfbroer Mpande. Hierop werd een vredesverdrag gesloten waarmee de Voortrekkers en Zoeloes sindsdien conflictloos naast elkaar zouden leven.

### Annexatie

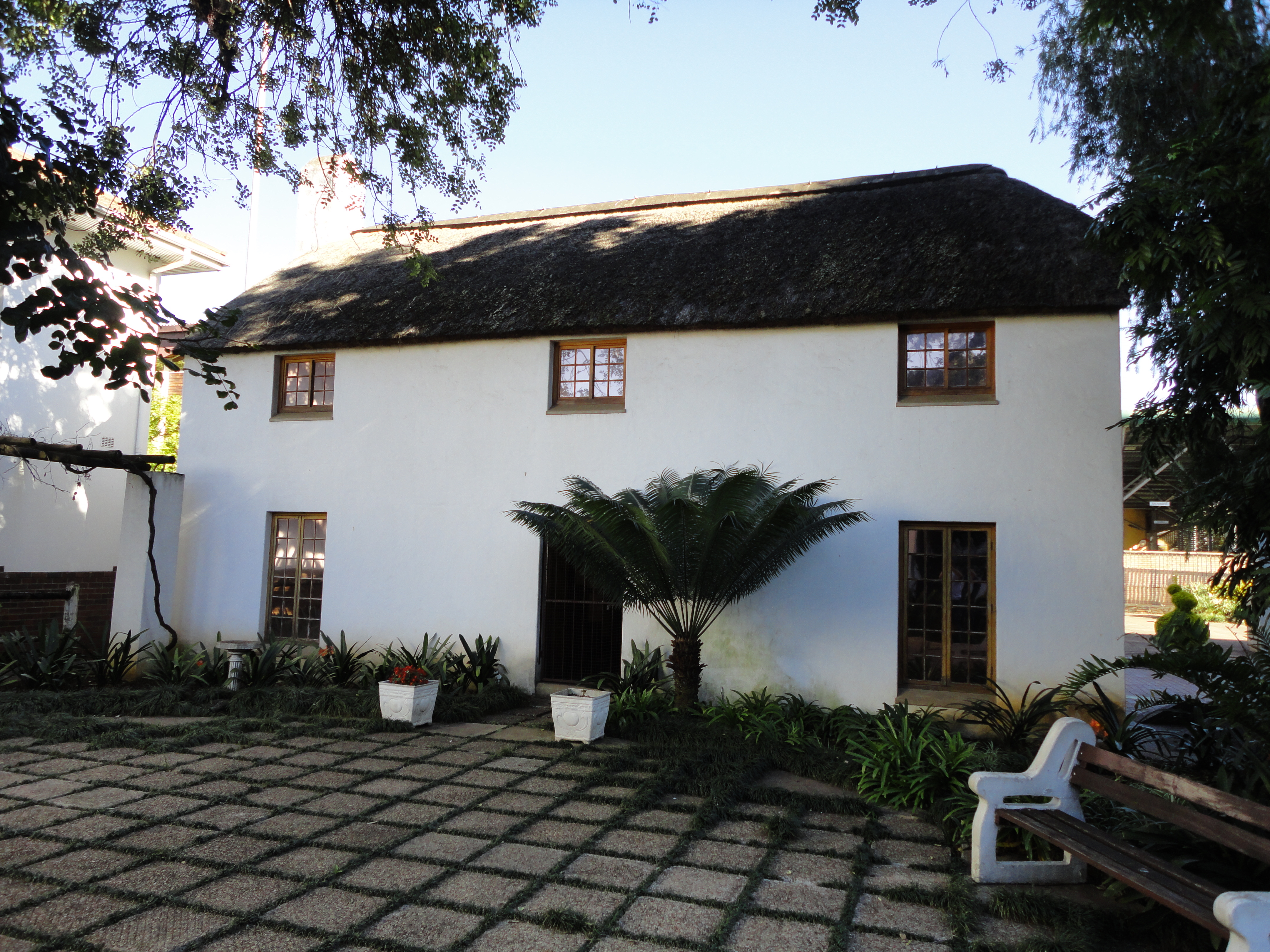
Een reconstructie van het huis van Andries Pretorius in Pietermaritzburg uit 1981

De Engelsen gedoogden de republiek voor een tijdje, maar gouverneur George Thomas Napier van de Kaapkolonie begon de Boeren steeds meer onder druk te zetten omdat Natalia de veiligheid van Port Natal in gevaar bracht. Als verdere argumentatie werden de gewapende conflicten tussen de Boeren en de Bhaca genoemd, aangedreven door veediefstal. Met name een strafexpeditie waarbij de Boeren de Bhaca versloegen en zeventien achtergelaten kinderen meevoerden leidde tot beschuldigingen van slavernij door Napier, terwijl de Boeren beweerden dat ze slavernij niet duldden en zich uit medelijden over de hulpeloze kinderen hadden ontfermd. Om de Bhaca te beschermen rukte majoor J.C. Smith in maart 1842 met ongeveer 300 man naar Natalia.
Toen het Nederlandse handelsschip Brazilië van Georgius Gerardus Ohrig en Johan Arnold Smellekamp op 26 maart in Natalia aankwam geloofden de Boeren dat dit een Nederlandse interventie betekende. De Volksraad van Natalia overhandigde Smellekamp een document voor koning Willem II waarin Natalia zich aanbood als Nederlandse kolonie, maar dit werd door de Nederlandse koning geweigerd.
Op 4 mei 1842 kwam Smith aan in de baai van Natal en gaf de Boeren vijftien dagen om zich te onderwerpen. In de nacht van 23 mei werden de Britten door Pretorius opgewacht en bij de daaropvolgende Slag van Congella vernietigend teruggedreven. Twee dagen later werd een Britse wachtpost veroverd en met het buitgemaakte ammunitie werden twee Britse schepen overmeesterd. Het garnizoen van Smith werd door de Boeren belegerd maar werd van overgave of verhongering gered door de Engelsman Dick King, die in slechts tien dagen een gedurfde reis van Natalia naar Grahamstad wist af te leggen om de Britten op de hoogte te stellen van de situatie. Napier stuurde kolonel J.A. Cloete op de Boeren af die Pretorius op 26 juni versloeg. De Volksraad stemde op 15 juli 1842 in met overgave en in 1843 werd Natalia omgedoopt tot de Natalkolonie.
Na de annexatie trokken de meeste Boeren onder leiding van Pretorius alsnog naar het noorden, waar Potgieter meer succes had geboekt. Hier werden later de Zuid-Afrikaansche Republiek en de Oranje Vrijstaat gesticht, die het langer zouden uithouden dan Natalia. Anderen bleven in de buurt, kochten land van Mpande en stichtten de republiek Kliprivier, die bestond van 1847 tot 1848.